# Aprusia
Aprusia is een monotypisch geslacht van spinnen uit de  familie van de Oonopidae (dwergcelspinnen).

## Soort
- Aprusia strenuus Simon, 1893